# Trivialitás törvénye
A trivialitás törvénye azt jelenti, hogy egy szervezetben a vezetőségi tagok hajlamosak a különböző témákat nem súlyuknak és költségüknek megfelelő részletességgel tárgyalni. Ezt először  C. Northcote Parkinson írta le 1957-ben megjelent könyvében.
A megfogalmazott összefüggés: a napirendi pontok megtárgyalására jutó idő fordítottan arányos azzal a pénzösszeggel, amiről szó van. Triviális ügyekre aránytalanul sok idő jut.
A törvény metaforaként hivatkozik a biciklitárolóra, ezzel jelezve, hogy nem kellene minden apróságot megvitatni, ha azokhoz jobban értünk, mint a fontosabb részletekhez. Egyesek azzal érvelnek, hogy egy változás által generált zaj fordítottan arányos a változás bonyolultságával.
Alkalmazzák különféle tevékenységekre, szoftverfejlesztésre is. A kerékpártároló a trivialitás törvényének bemutatására szolgál. A  Berkeley Software Distribution közösségében  Poul-Henning Kamp dán fejlesztő használta a kifejezést, ami aztán elterjedt a szoftverfejlesztésben.

## Példa

### Bevezetés
A Parkinson által szemléltetésként felhozott példa a "High Finance, or the Point of Vanishing Interest" című fejezetben szerepel.
Egy bizottság feladata egy atomerőmű terveinek megvitatása és elfogadása. Mivel magához az erőműhöz nem értenek, azért inkább könnyen megfogalmazható problémákkal foglalkoznak, mint a személyzeti biciklitárolóval, pedig maga az erőmű fontosabb lenne.
Az atomerőmű túl bonyolult, hogy aki nem szakértő, az nem tudja megérteni összetettsége miatt. Másrészt mindenki el tud képzelni egy kerékpártárolót, ezért ennek tervezésébe mindenki be akar szállni, ami nehezen véget érő vitához vezet. Mindenki belevonódik, hiszen ez őket is érinti.

### Részletesen
A bizottságnak három napirendi pontot kell megtárgyalnia:
- Egy 10 millió £-ba (angol font) kerülő szerződés megkötése egy atomerőmű megépítésére.
- Egy 350 £ értékű kerékpártároló építése a személyzet számára.
- 21 £-os hozzájárulás a Joint Welfare Committee számára rendelt frissítőkhöz.

A 10 millió túl nagy és az atomerőmű túl technikai, a szerződés megkötéséről két és fél perc alatt megegyeznek. Az egyik tag egy egészen más tervet javasol, de ezt senki sem fogadja el. Egy szakértő tagnak vannak aggodalmai, de nem fejti ki őket, mivel ezt a többiek úgysem értik.
A kerékpártárolóról mindenkinek van fogalma, és a pénzösszeg is ismert a mindennapi életből. Mr Softleigh szerint az alumíniumtető túl drága, inkább használjanak azbesztet. Mr Holdfast horganyzott acélt javasol.  Mr Daring azt kérdezi, hogy miért van szükség egyáltalán biciklitárolóra. A vita háromnegyed óráig tart, és 50 £-ot tudnak megspórolni. Ezután mindenki elégedetten hátradől.
A harmadik napirendi pont megtárgyalásához Parkinson hozzáfűzi: A bizottság nem minden tagja tud különbséget tenni azbeszt és horganyzott acél között, de a kávét mindenki ismeri; legalábbis, hogy milyen fajtái vannak, hogyan kell elkészíteni. A vita egy egész és egy negyedórát vesz igénybe. Végül további információhoz fordulnak a titkársághoz, emiatt a döntést a következő ülésig elhalasztják.

## Rokon elvek és megfogalmazások
Vannak más hasonló elvek, amelyek jól ismertek bizonyos problémakörökben, és hasonló gondolatot fejeznek ki:
- Programozási nyelvek tervezésében Wadler törvényének nevezik, Philip Wadler informatikus nyomán.[6]  Eszerint a programnyelvek tervezésekor többet foglalkoznak a szintaxissal, ami könnyen megoldható az eddigi programnyelvek alapján, mint a szemantikával, ami már nem olyan triviális.
- Sayre törvénye egy általánosabb elv, ami azt állítja, hogy: Bármely vitában az érzelmek erőssége fordítottan arányos az ügy fontosságával. Többnyire a tudományos életre vonatkoztatják.

A programozásban a kacsa technikával mindenki hozzájárulhat a programhoz, függetlenül attól, hogy a változás mennyire hasznos. A csapat minden tagja értékesnek érezheti a munkáját, hiszen csinált valamit. Hozzájárulása akár zavarhatja is a felhasználót, de a dobozos programok felhasználóit nem szokták megkérdezni.
Az elnevezés egy példából származik Jeff Atwood Coding Horrorjából, hogy a Battle Chess fejlesztésében a királynő kapott egy kacsát, mint kedvencet. Ezt a kacsát a művész együtt animálta a királynővel, míg végül a főnöke szólt, hogy egy változásra van szükség: tüntesse el a kacsát.

## Fordítás
- Ez a szócikk részben vagy egészben  a   Law of triviality című angol Wikipédia-szócikk fordításán alapul.  Az eredeti cikk szerkesztőit annak laptörténete sorolja fel. Ez a jelzés csupán a megfogalmazás eredetét és a szerzői jogokat jelzi, nem szolgál a cikkben szereplő információk forrásmegjelöléseként.